# Ashley Madekwe
Ashley Ifeoma Madekwe (Londra, 6 dicembre 1981) è un'attrice e blogger britannica.
Ashley Madekwe è un'attrice meglio conosciuta per aver interpretato Bambi nella serie televisiva Diario di una squillo perbene e Marissa Delfina nella serie drammatica cancellata The Beautiful Life. Inoltre è stata vista in programmi come Drop Dead Gorgeous, Teachers ed altri. Dal 2011 al 2013 interpreta Ashley Davenport nella serie televisiva mandata in onda sul canale ABC Revenge.

## Biografia
Madekwe nasce a Londra da madre inglese e padre nigeriano e svizzero. Studia al  Royal Academy of Dramatic Art a Londra dove ottiene un BA nella recitazione. Nel giugno 2012 si è sposata con l'attore e fotografo Iddo Goldberg, conosciuto sul set di Diario di una squillo perbene. In aggiunta alla sua carriera di attrice Madekwe ha un blog di moda molto popolare che si chiama Ring My Bell.

## Filmografia

### Cinema
- Venus, regia di Roger Michell (2006)
- Sogni e delitti (Cassandra's Dream), regia di Woody Allen (2007)
- Star System - Se non ci sei non esisti (How to Lose Friends & Alienate People), regia di Robert B. Weide (2008)
- Victim, regia di Alex Pillai (2011)
- The Morning After Thrill, regia di Eric Lampaert (2018)
- Good Girls Get High, regia di Laura Terruso (2018)
- County Lines, regia di Henry Blake (2019)
- The Strays, regia di Nathaniel Martello-White (2022)

### Televisione
- Metropolitan Police (The Bill ) – serie TV, episodio Badlands (1999)
- Storm Damage, regia di Simon Cellan Jones – film TV (2000)
- Hope and Glory – serie TV, episodio 2x04 (2000)
- Down to Earth – serie TV, episodio O Best Beloved (2000)
- Teachers – serie TV, 9 episodi (2001-2002)
- Vital Signs – serie TV, episodio 1x05 (2006)
- Doctors – serial TV, 1 puntata (2006)
- Casualty – serie TV, episodio Worlds Apart (2006)
- Prime Suspect – serie TV, episodio The Final Act, Part 1 (2006)
- Drop Dead Gorgeous – serie TV, 3 episodi (2007)
- West 10 LDN, regia di Menhaj Huda – film TV (2008)
- Trial & Retriobution – serie TV, episodio Tracks: Part 1 (2008)
- Trexx and Flipside – serie TV, 6 episodi (2008)
- Il commissario Wallander – serie TV, episodio Sidetracked (2008)
- Diario di una squillo perbene (Secret Diary of a Call Girl) – serie TV, 13 episodi (2008-2010)
- Coming Up – serie TV, episodio Raising Baby Rio (2009)
- The Beautiful Life – serie TV, 4 episodi (2009)
- Above Their Station, regia di Tony Dow – film TV (2009)
- The Pink House – film TV (2010)
- I fantasmi di Bedlam (Bedlam) – serie TV, 6 episodi (2011)
- Revenge – serie TV, 46 episodi (2011-2013)
- Salem – serie TV, 36 episodi (2014-2017)
- The Umbrella Academy – serie TV, 3 episodi (2019)
- Quattro matrimoni e un funerale (Four Weddings and a Funeral) – miniserie TV, 4 episodi (2019)
- Tell Me a Story – serie TV, 10 episodi (2019-2020)
- Tell Me Your Secrets – serie TV, 5 episodi (2021)
- Made for Love – serie TV, 6 episodi (2022) - voce

## Doppiatrici italiane
Nelle versioni in italiano delle opere in cui ha recitato, Ashley Madekwe è stata doppiata da:
- Perla Liberatori in Diario di una squillo perbene, Revenge, Salem, The Umbrella Academy, Quattro matrimoni e un funerale, The Strays
- Chiara Gioncardi in Star System - Se non ci sei non esisti
- Ilaria Latini in I fantasmi di Bedlam
- Guendalina Ward in Tell Me a Story

Come doppiatrice è stata sostituita da:
- Elisabetta Spinelli in Made for Love